# Pakistan International Airlines Football Club
Maillots
Le Pakistan International Airlines Football Club (en ourdou : پاکستان انٹرنیشنل ایئر لائنز فٹ بال کلب), plus couramment abrégé en PIA FC, est un club pakistanais de football fondé en 1958 et basé dans la ville de Karachi.
Le club est parrainé par la Pakistan International Airlines, la compagnie aérienne nationale.

## Histoire
Fondée en 1958, l'équipe joue ses matchs à domicile au KPT Stadium de Karachi.
Avec neuf titres remportés, c'est le club le plus titré en championnat du Pakistan.

## Bilan sportif

### Palmarès
| Compétitions nationales |
| --- |
| - Championnat du Pakistan (9) : - Vainqueur : 1971, 1972, 1975-1, 1976, 1978, 1981, 1989-2, 1992-93 et 1997-2. - Coupe du Pakistan (1) : - Vainqueur : 1984. - Finaliste : 2009 et 2015. |

### Performances internationales
- Coupe d'Asie des clubs champions :
  - 2 apparition en 1986 et 1991

- Coupe d'Asie des vainqueurs de Coupe :
  - 2 apparitions : 1993 et 1999 : forfait au premier tour

## Personnalités du club

### Présidents du club
- Col Moin Rauf
- Mehdi Changezi

### Entraîneurs du club
- Shamim Khan